# Margaret Laurence
Jean Margaret Laurence (18 iulie 1926 – 5 ianuarie 1987) a fost o scriitoare canadiană.